# União Progressista
A Federação União Progressista (UPB) é uma proposta de federação partidária brasileira a ser formada pelos partidos políticos União Brasil (UNIÃO) e Progressistas (PP). Ambos os partidos realizaram uma cerimônia oficial de lançamento em 29 de abril de 2025, muito embora não exista ainda estatuto, que precisará ser submetido a convenções nacionais de ambos os partidos e, como parte do pedido de registro, ao Tribunal Superior Eleitoral (TSE). O arranjo reúne dois partidos oriundos da Aliança Renovadora Nacional (ARENA), partido de sustentação da Ditadura militar brasileira, e de seu sucessor Partido Democrático Social (PDS) durante o retorno ao pluripartidarismo.
Inicialmente a ideia era registrar apenas o nome União Progressista, mas a sigla UP já é utilizada pelo partido Unidade Popular. Para não serem acusados de plágio, dirigentes da federação ampliaram a sigla para UPB (União Progressista Brasileira).

## História
Desde 2022, o UNIÃO e o PP negociam uma possível fusão ou federação. Naquela época, a reeleição de Arthur Lira, do PP, para a Presidência da Câmara dos Deputados era uma motivação para a fusão entre os dois partidos. Ao mesmo tempo, foi também motivo para o insucesso da proposta, pois Luciano Bivar, então presidente do UNIÃO, também almejava ser presidente da Câmara. Lira saiu vitorioso e a fusão não se concretizou à época. Além disso, impasses sobre a política nos estados do Maranhão, Minas Gerais, Pernambuco, Rio de Janeiro, Paraíba, Paraná e São Paulo fizeram as negociações se encerrarem em 2023. Independentemente disso, a proposta se diferenciou das demais federações formadas por não objetivar a superação da cláusula de barreira, mas sim a disputa por cargos no Congresso Nacional e pelo orçamento do Fundo Especial de Financiamento de Campanha e Fundo Partidário.
Enquanto Ciro Nogueira, presidente do PP, e outras lideranças do partido se engajavam na proposta desde o início, no UNIÃO as perspectivas se tornaram favoráveis com Antonio Rueda sucedendo Bivar na presidência do partido. Além disso, as negociações passaram a contar com o partido Republicanos ao final de 2023. A participação desse terceiro partido foi mais reticente, sem muitas falas públicas, seja do presidente Marcos Pereira, seja de outros dirigentes, embora frequentassem reuniões de discussão da proposta. As negociações se intensificaram para o início de 2025, ano anterior à eleição presidencial de 2026, a fim de enfrentar os impasses nos cenários políticos estaduais e municipais. Justamente em função desses impasses locais, a maioria dos deputados federais filiados ao Republicanos rejeitaram a proposta de federação logo no início de fevereiro de 2025.

## Organização
A Federação será composta por dois partidos políticos:
| Partido | Partido | Partido       | Presidente       | Deputados federais (2025) | Senadores (2025) | Prefeitos (2025) | Governadores (2025) |
| ------- | ------- | ------------- | ---------------- | ------------------------- | ---------------- | ---------------- | ------------------- |
|         |         | União Brasil  | Antônio de Rueda | 60 / 513                  | 7 / 81           | 591 / 5 569      | 4 / 27              |
|         |         | Progressistas | Ciro Nogueira    | 51 / 513                  | 7 / 81           | 752 / 5 569      | 3 / 27              |

Em 18 de março foi aprovada a deliberação do avanço nas negociações pelas lideranças do União Brasil e Progressistas a fim de concretizar uma federação. No dia 28 de abril, veículos de comunicação dos dois partidos anunciaram a fundação da União Progressista, numa cerimônia realizada no salão nobre da Câmara dos Deputados do Brasil que aconteceria em 29 de abril de 2025. Os dois partidos acordaram que a presidência da federação seria compartilhada entre Antônio Rueda (UNIÃO) e Ciro Nogueira (PP) — sem hierarquia estabelecida — até dezembro de 2025, quando um comandante único seria eleito pela União Progressista.